# 若狭屋老舗
若狭屋老舗（わかさやしにせ）は、北海道寿都郡寿都町の菓子店。現在、寿都町内に一店舗のみ。北海道土産として有名なわかさいもの元祖を名乗っており、わかさ屋いもと名付けたものを売っている。

## 歴史
1909年（明治42年）に初代若狭屋の若狭源七が開業。「やきいも」という名で今のわかさ屋いもにあたるお菓子を売り出した。昭和の初期に「わかさいも」と改名したのち、わかさいも本舗の販売している「わかさいも」等の他社の製品と区別するため「わかさ屋いも」と改名し、現在に至っている。北海道内には類似商品を作っているメーカーが複数あるが、ルーツはいずれも寿都の若狭屋老舗になる。

## 製品
- わかさ屋いも
  - 見た目、味ともわかさいもとほぼ共通している。いもを名乗りながら、使わないというのも同じ[1]。
- いもの天[1]
- む寿都こ（むすっこ）[1]
  - 寿都町出身の漫画家本庄敬が学生の頃当店でアルバイトをした際、面白半分に作り正式に商品化されたもの。味は「わかさ屋いも」と同じ[1][2]。
- 弁慶[1]
- あわび娘[1]
- こしあんドーナツ[1]
- その他に駄菓子を販売。